# وایر سافت‌ور
وایر سافت‌ور (انگلیسی: Wire Software) شرکت نرم‌افزار سوئیسی است، که در سال ۲۰۱۴ تأسیس شد.